# Mars de Royat
Mars de Royat ou Martius (c. 527) a été ermite puis abbé à Royat. Il est un saint de l'Église catholique et est célébré le 13 avril.